# Laúd

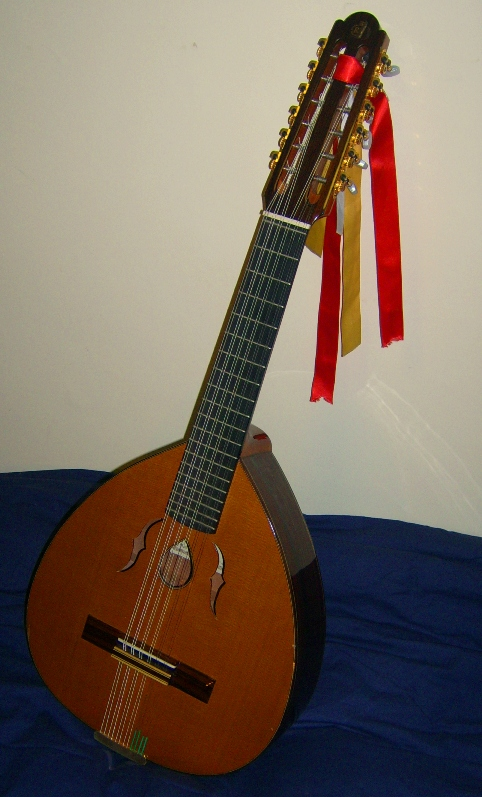
Laúd

Die Laúd  (spanisch, auch laúd español, „spanische Laute“)  ist eine sechschörige, aus Spanien stammende Kastenhalslaute, die in der Volksmusik zur Begleitung von Liedern und Tänzen verwendet wird.

## Bauform
Mit ihrer mandolinen- oder cister-ähnlichen Korpusform mit einem flachen Boden ähnelt die Laúd der Bandurria, ist jedoch größer. Das Zupfinstrument wird mit einem Plektrum gespielt.
Gestimmt ist die Laúd eine Oktave tiefer als die Bandurria in Quarten:
- 1. Chor: A
- 2. Chor: E
- 3. Chor: H
- 4. Chor: F#
- 5. Chor: C#
- 6. Chor: G#

In Kuba kommt auch eine Laùd mit sieben doppelchörigen Saiten vor.